# Тораца Косте
Тора̀ца Ко̀сте (на италиански: Torrazza Coste; на ломбардски: Turasa, Тураса) е село и община в Северна Италия, провинция Павия, регион Ломбардия. Разположено е на 159 m надморска височина. Населението на общината е 1621 души (към 2017 г.).